# Шлиппе, Владимир Карлович
Владимир Карлович (Рудольф Август Вольдемар) фон Шлиппе (22 апреля [4 мая] 1834, Москва — 24 ноября 1923, Дрезден) — русский государственный деятель, член Государственного совета, действительный тайный советник (1911), камергер (1889).

## Биография
Родился 4 (16) мая 1834 года. Его отец — Карл Иванович (Карл Август) фон Шлиппе (1798—1867), родоначальник российского дворянского рода Шлиппе, приехал в Россию из саксонского города Пегау; мать — Иоганна Агнесса Фёдоровна, урождённая Андре (1808—1873), дочь финанс-секретаря из Дрездена.
Учился в Московском университете (1852—1854). Прервал обучение, чтобы добровольцем участвовать в Крымской войне, но он доехал до места назначения, когда между воюющими сторонами уже было заключено перемирие, не позволившее ему участвовать в военных действиях (хотя он и получил памятную медаль участника Крымской кампании). После этого в университет решил не возвращаться, поскольку его отцу требовались надёжные помощники в широко развивавшемся плесенском фабричном производстве. Поселился в селе Плесенском, при заводе, и по настоянию отца стал на практике изучать химическое производство.
С 1854 по 1865 (семь трёхлетних сроков подряд) был почётным мировым судьёй по Верейскому уезду Московской губернии. С 1866 по 1889 был председателем съезда мировых судей Верейского уездного округа. В 1870 году избран верейским уездным предводителем дворянства.
В 1889—1890 годах — симбирский вице-губернатор. В 1890—1893 годах — екатеринославский губернатор. В губернии Шлиппе организовал активную борьбу с засухой, создал «Общество для облесения степей» и «Общество защиты от оврагов». Впервые в этой губернии он ввёл совещания земских начальников.
С 1893—1905 годах — тульский губернатор. Затем был членом Государственного совета.
Был владельцем четырёх имений в Верейском уезде Московской губернии: Таширово, Любаново, Бекасово (Быкасово), Головеньки.
После Октябрьской революции жил в эмиграции в Дрездене, где и умер 24 ноября 1923 года.

## Семья

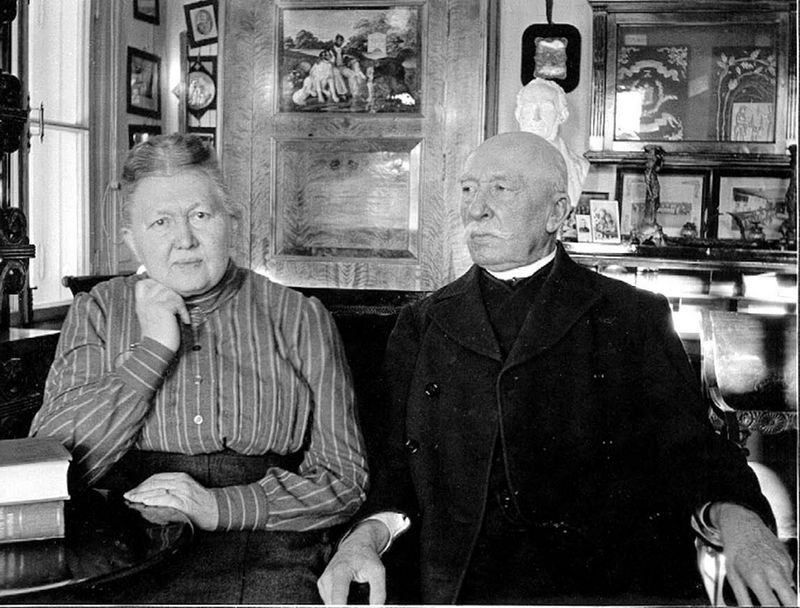
Ольга Альбертовна и Владимир Карлович Шлиппе. Таширово. 1916 г.

В 1870 году женился на своей двоюродной сестре — Ольге Альбертовне Андре (1853—1927), младшей дочери Альберта Андре, горного инженера, директора ротшильдовского горного предприятия в моравском Витковице, и Иоанны Лангер. У них родились дети:
- Карл (Карл Альберт Александр)(1871, Москва — 1938, Семипалатинск) — Верейский уездный предводитель дворянства, земский начальник; почетный член Екатеринославского губернского попечительства детских приютов. Был владельцем имения Любаново. Жена — Мария Эдуардовна, урожд. фон Беренс (1876—1945), в 1921 году, вместе с дочерью эмигрировала в Германию. К. В. Шлиппе не удалось уехать вместе с семьей; впоследствии сослан в Семипалатинск, в 1938 году обвинён в шпионаже и расстрелян. Старшая дочь, Елизавета Карловна (1901, Любаново — 1995, Бремен), в 1926 году вышла замуж за инженера Петра Николаевича Михалевского; написала воспоминания: «Детство, отрочество и бегство из России» (1946).
- Фёдор (1873, Москва — 1951, Деттинген) — предводитель московского дворянства, автор Автобиографических записок
- Маргарита (Маргарита Елена) (1877, Таширово — 1975, Деттинген) — замуж не выходила
- Борис (Борис Александр Эмилий) (1878, Таширово — 1943, Берлин) — женат не был
- Алиса (Алиса Агнесса Гертруда Ольга) (1881, Таширово — 1928, Дрезден) — замуж не выходила
- Альберт (Альберт Вольдемар Эдуард) (1886, Таширово — 1958, Деттинген) — женат не был

## Награды
- Орден Святого Станислава 1-й ст. (1889)
- Орден Святой Анны 1-й ст. (1892)
- Орден Святого Владимира 2-й ст. (1898)
- Орден Белого орла (1904)
- Орден Святого Александра Невского (1914)